# Utomäktenskapligt förhållande

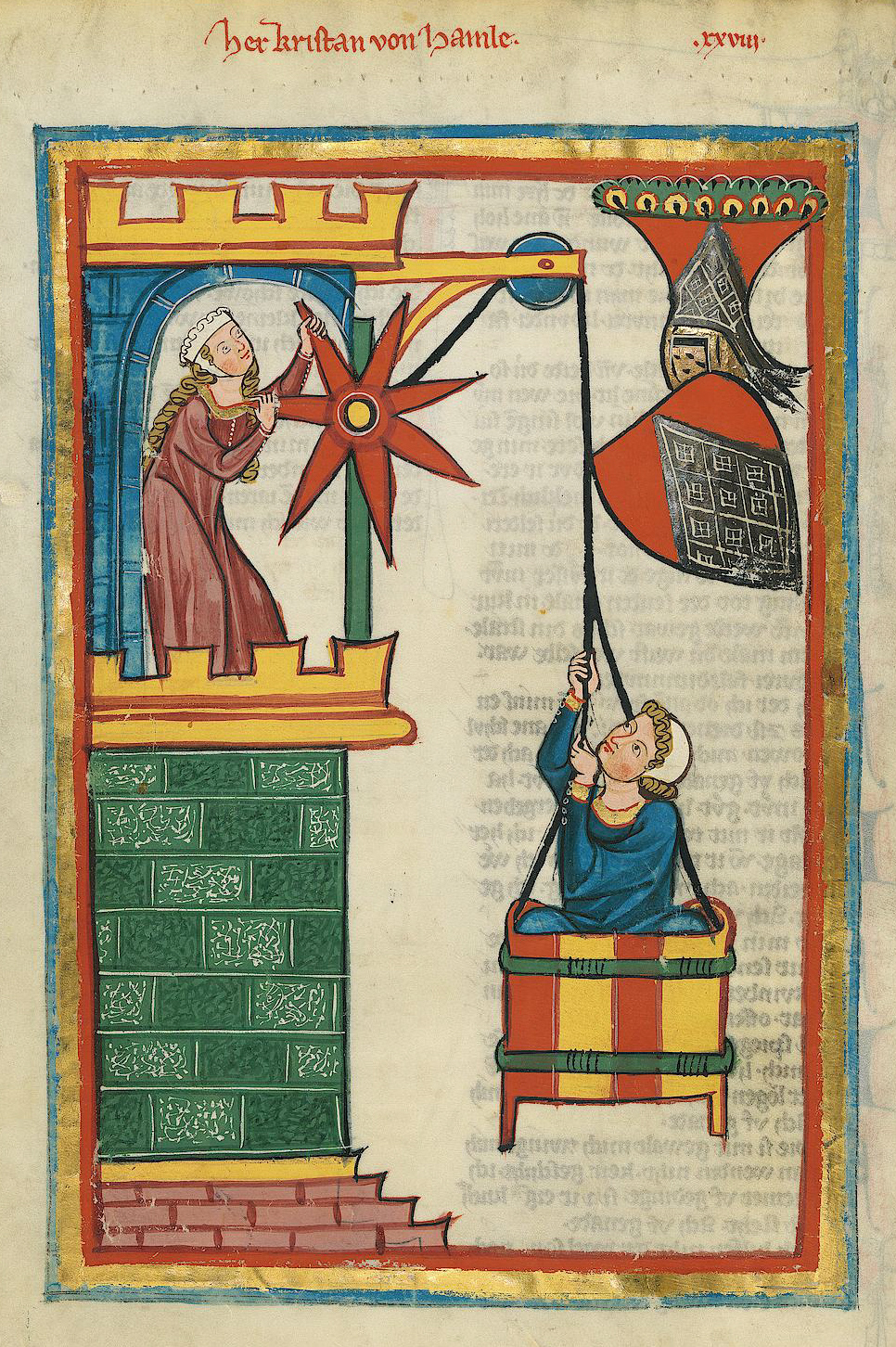
En medeltida älskare som besöker sin dam. Codex Manesse, 1300-talet.

Ett utomäktenskapligt förhållande innebär att en person har en sexuell relation med (är sexpartner till) en annan person utan att vara gift med denna. Synen på utomäktenskapliga förhållanden har varierat mycket beroende på epok, kultur och även med de inblandades civilstånd och könstillhörighet. Generellt sett har det varit mer accepterat i de flesta kulturer för en man att ha ett utomäktenskapligt förhållande än för en kvinna, oavsett civilstånd. I modern tid är utomäktenskapliga förhållanden normala i de flesta västerländska länder, och tillfälliga sexuella förbindelser är mer eller mindre normaliserat 

## Definitioner
Sexuellt umgänge utanför äktenskapet, det vill säga äktenskapsbrott, kallades med ett äldre ord för hor och en äktenskapsbryterska eller älskarinna således för hora, en äktenskapsbrytare eller älskare för horkarl. I Bibeln nämns den babyloniska horan eller babyloniska skökan, vilket är en symbol, i Uppenbarelseboken.
En man som har en utomäktenskaplig relation med en annan (gift) man eller kvinna kallas älskare, men älskare kan också syfta på vilken man som helst i sexuellt avseende. Den kvinnliga motsvarigheten benämns älskarinna.
I dag används begreppen huvudsakligen om personer som har en utomäktenskaplig relation till en gift person. Relationen kan vara stabil, men paret är sällan öppet med sin kärleksaffär. Om båda är ogifta använder man istället ofta benämningarna "flickvän"/"pojkvän" eller "partner". Numera bygger en sådan relation mer på kärlek än på ett ekonomiskt beroende. En term om relationen enbart handlar om sex och inga romantiska känslor är inblandade är knullkompis (ofta förkortat KK) eller vän med förmåner.
För en man, vars hustru hade ett utomäktenskapligt förhållande, användes tidigare begreppet hanrej. 

### Beroendeställning
Historiskt sett har titeln älskare eller älskarinna som regel tillfallit den ogifta parten i ett utomäktenskapligt förhållande mellan en gift och en ogift person. En älskarinna var som regel en ogift kvinna, som försörjdes av en ofta gift man av högre samhällsklass.
Benämningen älskare har däremot oftast använts om en man som haft ett utomäktenskapligt förhållande med en gift kvinna, oavsett om hon gav honom några ekonomiska fördelar eller inte: detta gällde särskilt om mannen själv var ogift. En gift kvinna har historiskt sett oftare kallats för älskarinna, om hennes älskare varit av högre samhällsställning än hon.

## Västerländsk historia före 1900
I västvärlden har det under historisk tid varit vanligt att i synnerhet män med makt och inflytande hållit sig med älskarinnor och även älskare vid sidan om sina äktenskap, då äktenskap till långt fram i tiden var arrangerade utifrån politiska och ekonomiska skäl och inte tog hänsyn till personlig attraktion. Kvinnor har dels inte i samma utsträckning haft den makt och inflytande som gjorde det möjligt att sätta sig över allmänna normer, och dels har inte sexuellt behov accepterats i den kvinnliga könsrollen i så hög grad som i den manliga, vilket har inneburit att de kvinnor som man vet har hållit sig med älskare eller älskarinnor är färre. 
Då mäktiga historiska personers äktenskap ofta har ingåtts av ekonomiska och politiska skäl och inte av känslomässiga, har många utomäktenskapliga förhållanden varit officiella.  En mäktig persons älskarinna eller älskare var ofta av lägre rang eller börd, och försörjdes av den mäktiga personen. I de fall där de utomäktenskapliga förhållandena har varit officiella, har älskarinnan eller älskaren inte bara försörjts, utan även kunnat utöva ett visst politiskt inflytande.

### Utomäktenskapliga förhållanden inom allmogen före 1900
I Västerlandet blev all utomäktenskaplig sexualitet sedan kristendomens införande förbjuden som hor av lagen och synd av den kristna kyrkan, som lärde att sexualitet endast var till för fortplantning inom det monogama äktenskapet.  Brott mot denna tes bestraffades av kyrkan inom varje församling, och på vissa håll även av sekulär lag.  Dessa regler hölls efter av kyrkan som strängast inom allmogen, medan adel och överklass lättare satte sig över dem. 
Under den katolska medeltiden var dock äktenskap genom en kyrklig bröllopsceremoni länge förbehållet adel och överklass, och trolovning gällde ofta i realiteten som äktenskap inom bondebefolkningen, något som också accepterades av kyrkan.  Den medeltida katolska kyrkan var därför förhållandevis tolerant i praktiken, och sexuella synder kunde sonas genom böter och botgöring. Reformationen på 1500-talet införde en betydligt strängare syn på utomäktenskaplig sexualitet i det protestantiska Europa, och motreformationen gjorde strax därpå detsamma i det katolska Europa. Från denna tid blev ett regelrätt kyrkligt äktenskap också så småningom det vanliga. 
Det fanns dock länge, på grund av den medeltida synen på en trolovning som synonymt med äktenskap, en kvardröjande syn på sexuell aktivitet mellan ett förlovat par som ursäktligt.  Även om kyrkan misstyckte, fanns det i praktiken en allmän acceptans inom allmogen om att en förlovning inledde det sexuella samlivet (någon sådan syn fanns inte inom adel eller borgerskap). Ett utomäktenskapligt barn som fötts under en förlovning eller trolovning hade även i vissa länder vissa rättigheter till skillnad från andra utomäktenskapliga barn. På grund av denna uppfattning var det vanligt att kvinnor, som hade ertappats med utomäktenskapligt sex, hävdade att samlaget hade ägt rum under äktenskapslöfte, eftersom detta tillförsäkrade dem en mildare social dom. Även inom lagen ansågs ett brutet äktenskapslöfte länge vara en allvarlig sak, och en man kunde på vissa håll lagföras för detta
Utomäktenskapliga förhållanden (utan vare sig trolovning, förlovning eller äktenskap) var inte under några förhållanden accepterade bland allmogen, och var också förbjudna både i kyrklig och sekulär lag, lagar som efterföljdes allt strängare under 1500-talet.  Genom trycket av reformation och motreformation som betonade synden i utomäktenskaplig sexualitet allt hårdare, blev detta allt värre stigmatiserat inom allmogen, och kunde leda till en skamstämpel som resulterade i social ostracism från både familj och den allmänna gemenskapen inom bondesamhället, en ostracism som för kvinnans del kunde resultera i att hon till sist hänvisades till prostitution.
Utomäktenskaplig sexualitet upptäcktes som regel enbart om den hade resulterat i en graviditet.  På grund av förbudet mot preventivmedel och abort i kombination med det sociala stigmat ledde detta ofta till barnamord, det vill säga kvinnor som dödade sina spädbarn strax efter en hemlig förlossning. När en utomäktenskaplig graviditet hade avslöjats offentligt, var det i praktiken kvinnor som drabbades hårdare än män såväl juridiskt som socialt. En bidragande orsak var att en man som hade utpekats som medskyldig till en graviditet helt enkelt kunde neka, medan en gravid kvinna inte hade någon möjlighet att förneka att hon hade haft utomäktenskapligt sex. Konsekvensen blev att kvinnor i praktiken oftare bestraffades för utomäktenskapligt sex än män och fick ta ansvaret ensamma, även om lagen formellt var lika sträng för båda kön.
När det gäller homosexuella relationer, kunde sådana enbart vara utomäktenskapliga, eftersom giftermål mellan personer av samma kön var förbjudna. Homosexualitet sågs som en svår synd av kyrkan och var ett brott stadgat med dödsstraff enligt lagen och manlig homosexualitet förföljdes sträng och aktivt och ledde till avrättningar där det ertappades.  Kvinnlig homosexualitet blev däremot vanligen ignorerad, eftersom samlag definierades som penetration, vilket innebar att lesbiska kvinnor inte ansågs ägna sig åt sex i lagens mening.
Med liberalismen från 1800-talets mitt luckrades dessa moralregler upp alltmer som kyrkans inflytande minskade, och utomäktenskapligt sex avkriminaliserades i Europa: i Sverige år 1864.  Under 1900-talet, särskilt efter 1960-talet, har utomäktenskapligt sex, utomäktenskapliga förhållanden och utomäktenskapliga barn blivit accepterade i Västvärlden och i vissa fall rentav normen.

### Mäktiga mäns älskarinnor och älskare före 1900
Historiskt syftar termen älskarinna på en hålldam, en kvinna som ofta var av lägre rang än sin ofta gifta älskare, och som försörjdes av honom i utbyte mot sexuella tjänster.  Hennes barn kallades för oftast för oäkta barn eller horbarn. Fadern kunde lagligen erkänna sina utomäktenskapliga barn som sina, men de kunde inte uppnå samma sociala status som fadern. En kunglig far kunde adla sina utomäktenskapliga barn, medan en adlig far kunde ge dem gåvor och hjälpa dem i deras yrkesval med hjälp av sina kontakter.  
Homosexuella förhållanden var under alla omständigheter förbjudna både religiöst och enligt lagen, och manlig homosexualitet sågs som betydligt allvarligare än kvinnlig eftersom samlag definierades som penetration, något som gjorde att lesbiska kvinnor per definition inte ansågs ägna sig åt sex, medan manlig homosexualitet däremot aktivt förföljdes och resulterade i avrättningar. Det förekom dock att mäktiga män hade manliga gunstlingar, och i vissa fall kunde deras relation till denna gunstling vara sexuell, även om det då inte försiggick lika öppet som om älskaren varit en kvinna utan officiellt doldes, även i de fall det var en öppen hemlighet.  En manlig monark känd för att ha sexuella relationer med sina manliga gunstlingar var Jakob I av England. 

#### Frillan, den tillåtna bihustrun

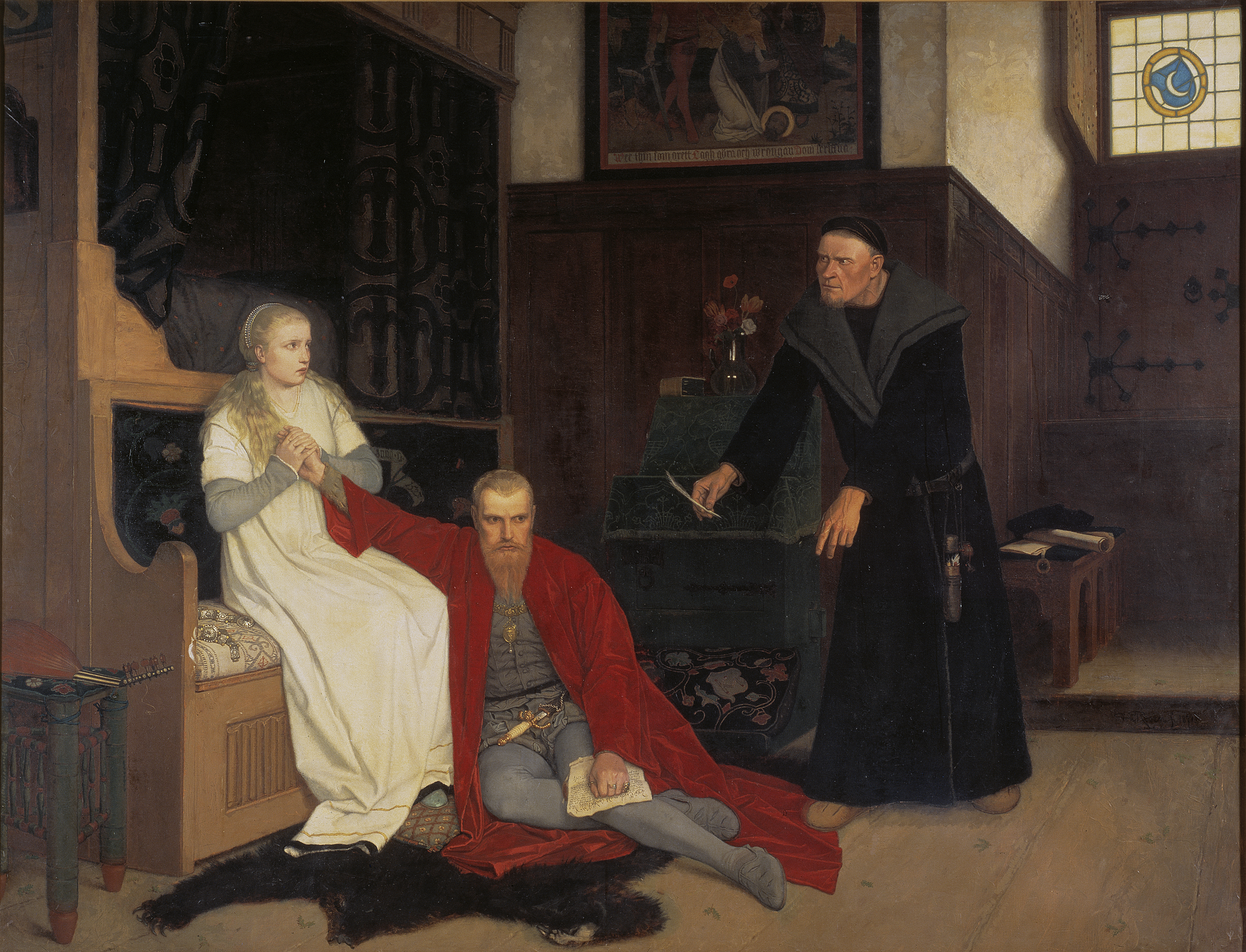
Karin Månsdotter och Erik XIV. Målning av Georg von Rosen 1871.

Under vikingatiden och medeltiden hade mäktiga män i Norden ofta en frilla, en kvinna som var mer än en älskarinna, hon var i praktiken en bihustru. Mannen underhöll henne ekonomiskt och tog ansvar för deras barn. Frillan kom oftast från en ansedd familj men inte från det övre samhällsskiktet. Valet av frilla var för en högreståndsman fritt till skillnad från valet av en hustru. Äktenskapet baserades ju på ekonomiska och politiska allianser. Att gifta sig med en frilla var följaktligen inte accepterat. Magnus Erikssons landslag från år 1350 reglerar hur frillobarn ska uppfostras. Lagen gav också frillobarn, till skillnad från oäkta barn, en viss arvsrätt på faderns sida. Texten om frillobarn levde kvar till 1734 års lag. 
Gustav Vasas söner hade ofta frillor innan de gifte sig. Deras frillobarn erkändes, adlades och fick namnet Gyllenhielm. Frillorna giftes bort med lägre adelsmän och gavs gårdar för sitt underhåll efter att förhållandena avsluts i och med att prinsarna gifte sig. Carl Carlsson Gyllenhielm (1574–1650) var son till hertig Karl och hans frilla Karin Nilsdotter. Friherre Carl Gyllenhielm blev riksråd, fältmarskalk och var med att föra hem sin halvbror Gustav II Adolfs lik från slagfältet i Lützen. Gustav Vasas son Erik XIV gjorde skandal genom att gifta sig med sin frilla Karin Månsdotter. En av Skandinaviens mest kända frillor var Dyveke , Kristian II:s älskarinna, som fick stort inflytande över kungen men dog plötsligt 1517. Kung Kristian riktade sin vrede mot slottsfogden Torben Oxe som anklagades för mord och halshöggs.

#### Mätressen, den officiella älskarinnan

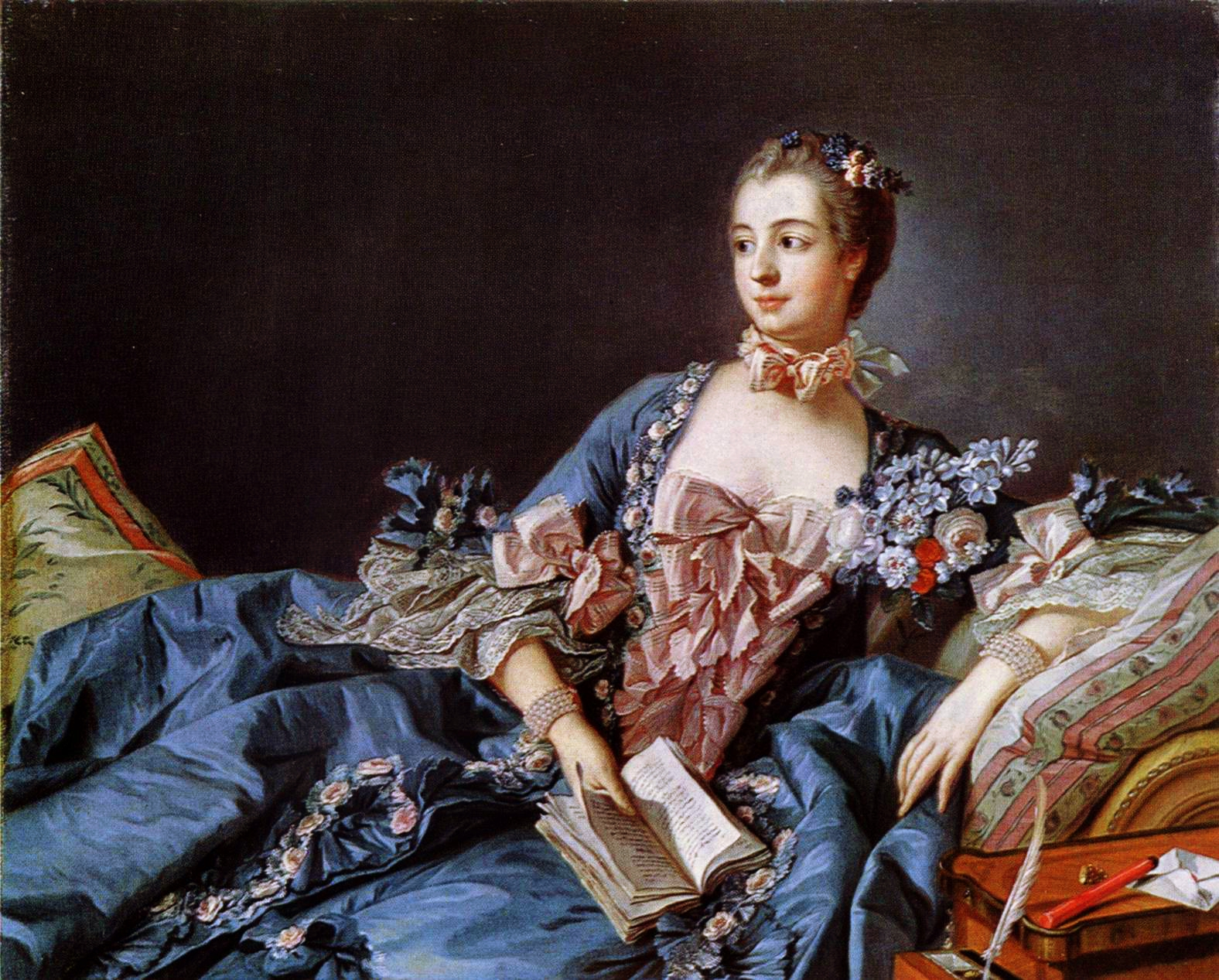
Madame de Pompadour, mätress till Ludvig XV av Frankrike, cirka 1750.

I Frankrike hade många av kungarna, från och med Karl VII:s exempel med Agnès Sorel på 1440-talet, en officiell älskarinna som han levde öppet med vid hovet, och som kom att kallas mätress (franska maîtresse). Den officiella mätressen var som regel en adlig kvinna, ofta en före detta hovdam. Att bli mätress uppfattades som något eftersträvansvärt inom den franska hovadeln, där innehavaren ofta fick adliga titlar, gods och ekonomiska fördelar till sig själv, sin familj och eventuella barn med kungen, och i vissa fall även politiskt inflytande.
Den kanske mest berömda mätressen av alla var troligen Jeanne Antoinette Poisson som introducerades för Ludvig XV av Frankrike vid en maskeradbal 1745 och som sedan var hans officiella mätress i nitton år: trots att deras sexuella relation avslutades efter sex år och kungen hade flera inofficiella älskarinnor efter detta, kom Pompadour att behålla ställningen som mätress till sin död 1764 och utövade ett stort inflytande över fransk politik. Den sista mätressen i Frankrike var Jeanne Dubarry, som var Ludvig XV:s sista mätress 1770–1774. 
Under 1600- och 1700-talen, när Frankrike och allt franskt blev modernt bland den europeiska adeln, följde många andra monarker den franska seden och installerade officiella mätresser vid sina hov, något som särskilt under 1700-talet var vanligt i Europa. I Sverige var Hedvig Taube öppet kungens mätress mellan 1734 och 1743.

#### 1800-talet

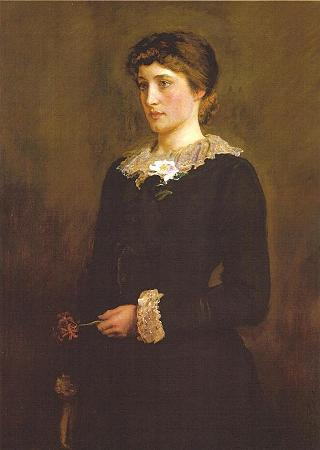
A Jersey Lily - Skådespelerskan Lillie Langtry av Millais.

Under 1800-talets industrialisering och ökade demokratisering växte borgarklassen ekonomiskt och politiskt till att bli den dominerande klassen i Europa, något som gjorde deras moral, snarare än adelns, till samhällets ledande ideal och förebild. Adelns sexualmoral kom att uppfattas som dekadent av borgerskapet, och en strängare och mer puritansk inställning till sexualiet gjorde att det inte längre blev accepterat att hålla sig öppet med offentliga älskarinnor. 
När en man från 1800-talets borgerliga överklass eller medelklass gifte sig med en kvinna av sin egen samhällsklass, hade hon enligt samtidens ideal uppfostrats i tron att sexualiteten enbart var till för fortplantning snarare än nöje, och att sexuell njutning var någonting fult och skamligt för en anständig kvinna. Könsrollen underkände dock inte på samma sätt en mans sexuella lust. Dessa skilda sexuella ideal för män och kvinnor ledde till en omfattande sexuell dubbelstandard. En borgerlig man som ville finna sexuell njutning därutöver fick i stället anlita prostituerade, eller ha en älskarinna i smyg. I Storbritannien ansågs drottning Viktoria förkroppsliga borgerskapets moraliska ideal om familjeideal och sexuell dygd, så kallade viktoriansk moral, samtidigt som hennes son prinsen av Wales, Edward, blev känd för sina många älskarinnor: bland de mest kända fanns skådespelerskan Lillie Langtry.   
Att en man höll sig med älskarinna ansågs dock officiellt sett omoraliskt av främst två skäl: ekonomiskt – en permanent älskarinna höra till ett förgånget adligt lyxliv som inte passade ihop med den borgerliga dygden sparsamhet – och sexualmoraliskt. 1800-talet var en tid då den framväxande vetenskapen studerade även sexualiteten och klassificerade den i olika begrepp. Det som avvek från samhällets och kyrkans moral klassificerades som sjukdomstillstånd, som man kunde bota eller utrota. Ett allt för rikt kärleksliv ansågs vara skadligt för en persons hälsa och moral.
I Sverige kretsade Sedlighetsdebatten under 1880-talet kring hur man skulle lösa den omfattande sexuella dubbelmoralen, där kvinnor som hade sexuella relationer före äktenskapet blev socialt utstötta, medan samma fördömanden inte drabbade män: den ena sidan menade att inte bara kvinnor utan även män borde avstå från sexuella relationer före äktenskapet, medan den andra rekommenderade att det borde bli socialt accepterat även för kvinnor att ha älskare utan att vara gifta.

### Mäktiga kvinnors älskare och älskarinnor före 1900

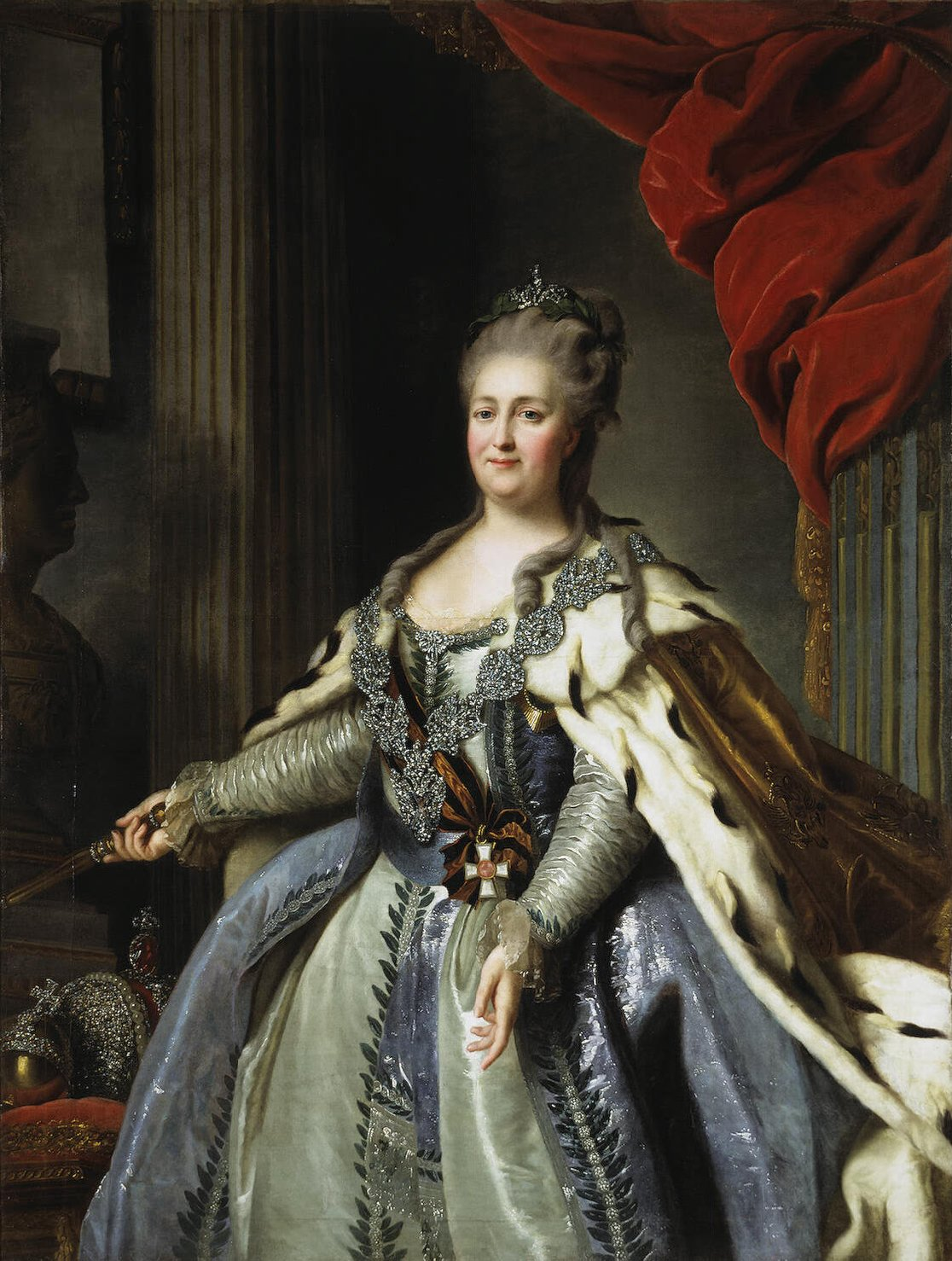
Katarina den stora av Ryssland. Kvinnlig monark med manliga mätresser.

Kvinnor har historiskt sett sällan haft det sociala och ekonomiska oberoende som gjort det möjligt för dem att öppet ha älskare på samma sätt som en man.  I de fall kvinnor har haft tillräckligt mycket makt för att vara oberoende, har fenomenet med officiella älskare förekommit även hos kvinnor, särskilt i fallet med kvinnliga regenter och monarker.  Ett tidigt exempel på en kvinna som öppet höll sig med en älskare var drottning Johanna II av Neapel, som regerade i södra Italien under 1400-talet.  
Ryssland styrdes under nästan hela 1700-talet av kvinnor: Katarina I av Ryssland (r. 1725–1727), Anna Ivanovna (r. 1730–1740), Anna Leopoldovna (förmyndarregent 1740–1741), Elisabet av Ryssland (r. 1741–1762), och slutligen Katarina den stora (r. 1762–1796), som alla fullt öppet hade älskare.  Den sistnämnda, Katarina den stora, blev berömd i sin samtid för att ha officiella älskare, manliga mätresser, på samma sätt som en manlig monark.  Hon valde ut en man till älskare som sedan fick titeln generallöjtnant, en egen våning och ett underhåll, och när hon sedan bytte ut honom mot en ny, fick han stora summor i avskedspresent.  Genom att på detta sätt öppet leva med en officiell utomäktenskaplig sexualpartner vid hovet och ge denna titlar och pengar, behandlade hon sina älskare samma sätt som samtida manliga monarker behandlade sina kvinnliga mätresser. 
Exempel under 1800-talet kan man finna i exempelvis Spanien, där drottningarna Maria Kristina (förmyndarregent 1833–1840) och hennes dotter, Isabella II av Spanien (r. 1833–1868), påstås ha hållit sig med talrika älskare. 
Vad gäller homosexuella förhållanden var kvinnlig homosexualitet mer eller mindre ignorerad före 1800-talet, eftersom samlag fram till dess definierades som penetration och lesbiska kvinnor följaktligen inte ansågs ägna sig åt sex, vilket på många sätt har gjort kvinnliga homosexuella relationer osynliga. Det har dock förekommit rykten om kvinnliga monarker som haft sexuella relationer med kvinnliga gunstlingar, så som i fallet drottning Anna av Storbritannien i början av 1700-talet, som hade två inflytelserika kvinnliga gunstlingar efter varandra.

### Förhållanden mellan gifta före 1900
Se även: Cicisbeo
Äktenskapsbrott har för allmänheten varit oacceptabelt och fördömts av kyrkan som synd och av lagen som hor i Västvärlden. Inom överklassen och adeln har det dock funnits utrymme att sätta sig över de sexuella normer som gällt för övriga samhällsklasser. Det här har framför allt gällt män, men även kvinnor inom adeln har historiskt haft större utrymme för utomäktenskapliga förhållanden än andra. 
Inom den franska adeln var det redan under 1500- och 1600-talen informellt accepterat att gifta kvinnor hade älskare, sedan de väl hade fött maken en arvinge. Ett berömt exempel från 1700-talet är forskaren och matematikern markisinnan Émilie du Châtelet, som var gift men som ändå levde i ett fast förhållande med Voltaire, något som accepterades av hennes make, och som förutom Voltaire dessutom hade tillfälliga älskare, något som i sin tur accepterades av Voltaire. 
Eftersom en kvinna till skillnad från en man förväntades vara oskuld på bröllopsnatten, var det endast gifta kvinnor som, enligt denna norm, tilläts ha älskare, medan en man med en älskarinna kunde vara både gift och ogift. En gift kvinnas barn förutsattes också vara hennes makes, något som hennes make även kunde gå med på när så inte var fallet för att undvika en skandal, medan en ogift kvinnas graviditet innebar en närmast oundviklig skandal. 
Inom adeln ansågs det naturligt att en kvinna som var gift med en man som inte kunde tillfredsställa henne sexuellt, till exempel om han var sjuklig, impotent eller mycket äldre än hon, tog sig en älskare, något som också accepterades så länge hon inte blev ertappad ("komprometterad") och utåt upprätthöll skenet. En kvinna förväntades endast välja sig älskare bland sin egen samhällsklass, medan det var mer accepterat för en man att ha en älskarinna ur en annan samhällsklass än hans egen. Acceptansen var dock strängt beroende av att kvinnan inte blev avslöjad: en kvinna som blivit öppet ertappad med äktenskapsbrott blev precis som hos allmogen utsatt för social ostracism, medan samma konsekvens inte existerade för en man. Denna dubbelmoral skildras i den berömda ryska romanen Anna Karenina, där huvudpersonen är en adlig gift kvinna, vars utomäktenskapliga förhållande accepteras fram till att det blir öppet avslöjat, varefter Anna Karenina anses utskämd och utsätts för social utfrysning. 
Under 1700-talet, när Europas adliga överklass påverkades av sederna från Frankrike, var det även i Sverige accepterat att inte bara gifta män, utan även gifta kvinnor bland adeln hade sexuella relationer utanför äktenskapet. Många gifta adliga kvinnor i de gustavianska hovkretsarna var kända för sina många älskare, bland dem Ulla von Höpken och Eva Löwen.
Grevinnan och hovdamen Sophie Piper var omtalad för sitt kärleksliv. Två år efter sitt giftermål med Adolf Ludvig Piper 1777 hade hon ett förhållande med Spaniens sändebud i Sverige, markis Liano y las Qanchas (även en tid bosatt hos makarna), som uppvaktade henne medan han själv i sin tur uppvaktades av hennes gifta svägerska Hedvig Catharina Piper, och från 1780 även med franska sändebudet greve Louis Claude Bigot de Saint-Croix, som hon delade med Eva Löwen, samtidigt som hennes make var älskare till Ulla von Höpken, som också hon var gift. Från omkring 1790–91 hade hon ett fast förhållande med baron Evert Wilhelm Taube. Sedan hon år 1795 blivit änka följde hon öppet med honom på hans resa till Tyskland. Vid hans död ärvde hon hela hans förmögenhet. 
Ett litterärt exempel på hur en kvinna tar initiativet till en utomäktenskaplig relation är D. H. Lawrences verk Lady Chatterleys älskare. Där porträtteras en kvinna som är gift med en aristokrat, men som tar sin mans skogvaktare till älskare.  När det uppdagas är skandalen ett faktum. Boken kom ut 1933 och skapade skandal för sitt sexuella språk, och för att den beskrev en kvinna som höll sig med en älskare av lägre social ställning. Boken var länge förbjuden i England och Australien.